# Bonnefamille
Bonnefamille és un municipi francès situat al departament de la Isèra i a la regió d'Alvèrnia-Roine-Alps. L'any 2007 tenia 1.035 habitants.

## Demografia

### Població
El 2007 la població de fet de Bonnefamille era de 1.035 persones. Hi havia 365 famílies de les quals 52 eren unipersonals (28 homes vivint sols i 24 dones vivint soles), 134 parelles sense fills, 159 parelles amb fills i 20 famílies monoparentals amb fills.
La població ha evolucionat segons el següent gràfic:
Habitants censats

### Habitatges
El 2007 hi havia 398 habitatges, 373 eren l'habitatge principal de la família, 9 eren segones residències i 16 estaven desocupats. 378 eren cases i 21 eren apartaments. Dels 373 habitatges principals, 327 estaven ocupats pels seus propietaris, 37 estaven llogats i ocupats pels llogaters i 10 estaven cedits a títol gratuït; 1 tenia una cambra, 9 en tenien dues, 38 en tenien tres, 78 en tenien quatre i 247 en tenien cinc o més. 320 habitatges disposaven pel capbaix d'una plaça de pàrquing. A 121 habitatges hi havia un automòbil i a 240 n'hi havia dos o més.

### Piràmide de població
La piràmide de població per edats i sexe el 2009 era:
| Homes | Edats   | Dones |
| ----- | ------- | ----- |
| 0     | 95 o +  | 0     |
| 0     | 90 a 94 | 4     |
| 4     | 85 a 89 | 0     |
| 0     | 80 a 84 | 4     |
| 8     | 75 a 79 | 12    |
| 16    | 70 a 74 | 12    |
| 12    | 65 a 69 | 12    |
| 20    | 60 a 64 | 12    |
| 28    | 55 a 59 | 24    |
| 40    | 50 a 54 | 60    |
| 60    | 45 a 49 | 44    |
| 24    | 40 a 44 | 32    |
| 32    | 35 a 39 | 16    |
| 48    | 30 a 34 | 48    |
| 32    | 25 a 29 | 20    |
| 28    | 20 a 24 | 28    |
| 48    | 15 a 19 | 24    |
| 16    | 10 a 14 | 24    |
| 20    | 5 a 9   | 28    |
| 48    | 0 a 4   | 24    |

## Economia
El 2007 la població en edat de treballar era de 711 persones, 541 eren actives i 170 eren inactives. De les 541 persones actives 510 estaven ocupades (272 homes i 238 dones) i 31 estaven aturades (14 homes i 17 dones). De les 170 persones inactives 71 estaven jubilades, 60 estaven estudiant i 39 estaven classificades com a «altres inactius».

### Ingressos
El 2009 a Bonnefamille hi havia 352 unitats fiscals que integraven 975,5 persones, la mediana anual d'ingressos fiscals per persona era de 23.022 €.

### Activitats econòmiques
Dels 27 establiments que hi havia el 2007, 1 era d'una empresa alimentària, 2 d'empreses de fabricació d'altres productes industrials, 5 d'empreses de construcció, 6 d'empreses de comerç i reparació d'automòbils, 1 d'una empresa de transport, 3 d'empreses d'hostatgeria i restauració, 1 d'una empresa d'informació i comunicació, 1 d'una empresa immobiliària, 4 d'empreses de serveis, 1 d'una entitat de l'administració pública i 2 d'empreses classificades com a «altres activitats de serveis».
Dels 12 establiments de servei als particulars que hi havia el 2009, 3 eren tallers de reparació d'automòbils i de material agrícola, 2 paletes, 1 guixaire pintor, 1 lampisteria, 1 electricista, 1 perruqueria i 3 restaurants.
L'any 2000 a Bonnefamille hi havia 11 explotacions agrícoles que ocupaven un total de 276 hectàrees.

## Equipaments sanitaris i escolars
El 2009 hi havia una escola elemental.

## Poblacions més properes
El següent diagrama mostra les poblacions més properes.